# Крот (Горњи Алпи)
Крот (фр. Crots) насеље је и општина у Француској у региону Прованса-Алпи-Азурна обала, у департману Горњи Алпи која припада префектури Гап.
По подацима из 2011. године у општини је живело 959 становника, а густина насељености је износила 17,81 становника/km². Општина се простире на површини од 53,84 km². Налази се на средњој надморској висини од 790 метара (максималној 2.896 m, а минималној 778 m).

## Демографија
| 1962. | 1968. | 1975. | 1982. | 1990. | 1999. | 2011. |
| ----- | ----- | ----- | ----- | ----- | ----- | ----- |
| 448   | 463   | 469   | 563   | 670   | 744   | 959   |

График промене броја становника у току последњих година